# Фрейзер, Дерек
Дерек Фрейзер (англ. Derek Fraser; 1937) — канадский дипломат. Чрезвычайный и Полномочный Посол Канады в Украине.

## Биография
Родился в 1937 году в Трейли, провинция Британская Колумбия, Канада. В 1958 окончил Университет Британской Колумбии, бакалавр гуманитарных наук в области истории и международных отношений. В 1963 Университет Британской Колумбии, бакалавр гуманитарных наук в области права.
С 1964 по 1965 — юридический советник в составе делегации Канады при международной контрольной комиссии в Сайгоне (Южный Вьетнам).
С 1965 по 1966 — сотрудник Правового управления МИД Канады
С 1966 по 1970 — 1-й секретарь посольства Канады в ФРГ.
С 1970 по 1972 — эксперт отделения Управления Восточной Европы МИД Канады.
С 1972 по 1975 — советник посольства Канады в СССР.
С 1977 по 1984 — работник отдела полет.анализа и планирования Управления федеральных и провинциальных отношений МИД Канады.
С 1984 по 1988 — директор Управления Восточной Европы и СССР МИД Канады.
С 1988 по 1993 — Чрезвычайный и Полномочный Посол Канады в Венгерской Республике.
С 1993 по 1995 — Чрезвычайный и Полномочный Посол Канады в Греческой Республике.
С 1998 по 08.2001 — Чрезвычайный и Полномочный Посол Канады в Украине.